# クネクネ☆ブラボー!!
クネクネ☆ブラボー!!は、なあ坊豆腐@那奈のシングルCD。

## 概要
なあ坊豆腐＠那奈の一枚目のシングル。平凡な生活を送っていた高校生がニコニコ生放送で踊ってみたの放送を行い、アイドルが好きでアイドルの話をよくして、自らもアイドルになることができた。
スター☆ドラフト会議で℃-uteを踊っている人がいるとつんく♂に連絡が入り、つんくは初めてなあ坊豆腐@那奈を見る。後の日にもスター☆ドラフト会議で℃-uteを踊っている人がいると連絡が入り、なあ坊豆腐@那奈が踊っているのを見る。
それから数日後になあ坊豆腐@那奈の所属事務所の人物がつんく♂の事務所にやってきて、なあ坊豆腐@那奈の夢を叶えるために曲をつくることを依頼する。つんく♂は、なあ坊豆腐@那奈本人にも会って会話をして授業もしてメジャーデビューさせることにした。
幼い頃からハロープロジェクトのファンであったことからも、つんく♂が作曲を担当することになった。
CD販売に先駆けて、2012年4月28日と4月29日に幕張メッセで開かれるニコニコ超会議でブースを出店し、なあ坊豆腐@那奈本人がCDの売り子となる。そこでの予約特典で、その会場限定の生写真が配布された。
6月17日には六本木ニコファーレで、クネクネ☆ブラボー!!購入者限定のライブが行われた。ライブはニコニコ生放送で放送された。この日はなあ坊豆腐@那奈の誕生日であった。